# Jan-Ove Waldner
Jan-Ove Waldner (Estocolm, Suècia, 1965),
 anomenat Lǎo Wǎ (老瓦) (El vell Wa Waldner) i Chang Qing shu (常青树) (Arbre de fulla perenne)
 a la Xina, per la seva extraordinària longevitat i competitivitat, és un exjugador de tennis de taula suec, considerat el millor de tota la història d'aquest esport. Sovint se'l coneix com el Mozart del tennis taula. Amb un joc ofensiu molt vistós, Waldner va augmentar la popularitat d'aquest esport al llarg d'una carrera anormalment extensa en el tennis de taula al més alt nivell.
El 1982, amb menys de 17 anys, Waldner va ser subcampió d'Europa absolut i el 1983 subcampió de món per equips, el 1989 va conquerir el seu primer campionat de món individual i per equips, i el 1992 va ser campió olímpic individual a Barcelona. El 1997, ja superats els 30 anys, va aconseguir el seu segon campionat de món individual, el 2000 el seu quart campionat de món per equips i la medalla de plata individual a la olimpíada de Sydney, i als Jocs Olímpics de 2004 a Atenes, ja amb 39 anys, va aconseguir ser semifinalista en individuals.
El 2003 va ser inclòs en el Saló de la Fama del Tennis de Taula.

## Biografia
Jan-Ove Waldner va néixer a Estocolm el 3 d'octubre de 1965. Té un germà, Kjell-Åke. El seu potencial esportiu va ser reconegut de ben jove i es va mostrar l'any 1982 quan, als 16 anys, va arribar a la final del Campionat d'Europa, perdent davant el distingit company d'equip, l'esquerrà Mikael Appelgren, que era percebut llavors com el lògic successor del primer campió del món suec, Stellan Bengtsson. Mentre encara desenvolupava el seu joc, Waldner, juntament amb altres jugadors suecs, va viatjar a un camp d'entrenament a escala nacional celebrat a la Xina i, segons es diu, va quedar sorprès per la dedicació i la solidaritat dels jugadors xinesos. Des d'aleshores ha afirmat que va aprendre molt durant la seva estada i, a partir de llavors, va començar a considerar la seva oportunitat de tenir èxit en el tennis taula com a primordial.
Waldner va guanyar l'or en individual masculí als Jocs Olímpics d'estiu de 1992, convertint-se en el primer i fins ara l'únic jugador no de la Xina, el Japó o Corea del Sud a guanyar un títol olímpic de tennis de taula. Vuit anys més tard, va guanyar la plata en el mateix esdeveniment als Jocs Olímpics d'estiu de 2000, perdent per poc davant Kong Linghui.
A la Xina, un país que adora el tennis taula, és indiscutiblement la persona sueca més coneguda, i encara una de les personalitats esportives més conegudes. A la dècada del 1990, era més reconeixible a la Xina que l'aleshores president dels Estats Units Bill Clinton. El seu estatus venerable i la seva llarga carrera l'han portat a ser anomenat l'arbre perenne (Chang Qing Shu) en mandarí. És considerat per molts com el jugador més complet tècnicament de tots els temps, i és gairebé indiscutiblement el jugador no xinès més reeixit d'aquest esport.
El 2010 Waldner va guanyar el seu novè campionat de Suècia, derrotant a Pär Gerell, que va néixer el mateix any que Waldner es va convertir en campió nacional de Suècia per primera vegada.
Va jugar al TTC Rhön-Sprudel Fulda-Maberzell a la Bundesliga alemanya fins al maig de 2012. El maig de 2012, Stefan Frauenholz, president del Fulda-Maberzell, va confirmar que Jan-Ove Waldner havia acabat el seu contracte amb el club. Timo Boll: «El partit d'ahir contra nosaltres va ser l'últim de Jan-Ove Waldner?», en referència a la semifinal de la Bundesliga entre el Borussia Düsseldorf i el Fulda-Maberzell. Això va acabar amb la seva carrera a nivell internacional d'elit, als 46 anys.
El 2012 va començar a tocar a Spårvägens BTK.
L'11 de febrer de 2016, Waldner va jugar el seu darrer partit a la primera lliga sueca amb l'Ängby/Spårvägen i va anunciar oficialment la seva retirada com a jugador.
Quan es va retirar, Waldner feia més de trenta anys que jugava a tennis de taula d'elit internacional, cosa que és una mica inusual en el món del tennis de taula, ja que la coordinació ull-mà i les reaccions ràpides són essencials. Alguns joves jugadors xinesos contra els quals ha jugat recentment van ser entrenats per aquells contra els quals va jugar als anys noranta, que al seu torn van ser entrenats per altres que van jugar als anys vuitanta.
És un dels set jugadors de tennis taula que van competir als cinc primers tornejos de tennis taula dels Jocs Olímpics des de la introducció d'aquest esport als Jocs el 1988. Els altres són el suec Jörgen Persson, el croat Zoran Primorac, el belga Jean-Michel Saive, l'hongarès Csilla Bátorfi, el serbi-nord-americà Ilija Lupulesku i l'alemany Jörg Roßkopf.
També va ser el primer dels cinc jugadors masculins de la història del tennis taula a aconseguir un Grand Slam de la seva carrera (campió del món, copa del món i medalla d'or olímpica en individual) (el 1992). Els altres són: Liu Guoliang, Xina (el 1999), Kong Linghui, Xina (el 2000), Zhang Jike, Xina (el 2012) i Ma Long, Xina (el 2016).

## Clubs
- 1971–1984 – Stockholms Spårvägars GoIF (Suècia)
- 1984–1987 - ATSV Saarbrücken (Alemanya)
- 1987–1991 - Stockholms Spårvägars GoIF (Suècia)
- 1991–1995 - Ängby SK (Suècia)
- 1995–2003 - Kalmar BTK (Suècia)
- 2003–2005 - SV Weru Pluderhausen (Alemanya)
- 2005–2012 – TTC Röhn-Sprudel Fulda-Maberxell (Alemanya)
- 2012–2016 - Tramway BTK (Suècia)
- Fonts:[19]

## Campionats de el món
- 1983 Plata per equips
- 1985 Plata per equips
- 1987 Plata en individuals, Plata per equips
- 1989 Or en individuals, Or per equips
- 1991 Plata en individuals, Or per equips
- 1993 Bronze en individuals, Or per equips
- 1995 Plata per equips
- 1997 Or en individuals (21-0 en jocs), Plata en dobles
- 1999 Bronze en individuals
- 2000 Or per equips

## Jocs olímpics
- 1988 Quarts de final en individuals, quarts de final en dobles[20][21]
- 1992 Or en individuals
- 1996 Vuitens de final en individuals, quarts de final en dobles
- 2000 Plata en individuals, vuitens de final en dobles
- 2004 Quart en individuals, quarts de final en dobles

## Campionats d'Europa
- 1982 Plata en individuals
- 1984 Plata en dobles, Bronze per equips
- 1986 Or en dobles, Or per equips
- 1988 Or en dobles, Or per equips
- 1990 Or per equips
- 1992 Plata en dobles, Or per equips
- 1994 Plata en individuals, Plata per equips
- 1996 Or en individuals, Or en dobles, Or per equips
- 2000 Or per equips
- 2002 Or per equips
- 1981 Or en dobles
- 1982 Or en dobles
- 1983 Or en individuals
- 1984 Or en individuals
- 1986 Or en individuals, Or en dobles
- 1987 Plata en dobles
- 1989 Or en individuals, Plata en dobles
- 1991 Or en individuals, Or en dobles
- 1992 Or en dobles
- 1993 Plata en dobles
- 1994 Plata en individuals, Or en dobles
- 1996 Or en individuals
- 1997 Or en individuals,> Plata en dobles
- 1999 Or en dobles
- 2006 Or en individuals
- 2010 Or en individuals